# Eccidio di via Ghega
L'eccidio di via Ghega è stata una strage nazista compiuta il 23 aprile 1944 presso il palazzo Rittmeyer, sito in via Carlo Ghega n. 12 a Trieste e oggi sede del Conservatorio Giuseppe Tartini.
A seguito dell'attentato dinamitardo alla mensa della "Casa del soldato" in cui erano morti quattro militari, il comando tedesco ordinò un'immediata rappresaglia per dare una lezione alla popolazione di Trieste: i nazisti prelevarono dalle carceri della città 51 prigionieri (tra cui sei donne e diversi ragazzi di 16-17 anni) e, dopo averli portati sul luogo dell'attentato, li impiccarono in ogni angolo e finestra del palazzo Rittmeyer, lasciando poi i cadaveri esposti alla pubblica vista.

## Contesto
Il territorio di Trieste si trovava occupato dall'esercito tedesco, che governava la cosiddetta Zona d'operazioni del Litorale adriatico (Operationszone Adriatisches Küstenland, abbreviata in OZAK). Dopo l'8 settembre 1943 la  guerriglia tra nazifascisti e partigiani si era inasprita giorno dopo giorno. Il comando militare tedesco considerava che l'OZAK fosse piena di partigiani (Banditen) e continuamente minacciata dalle bande della Resistenza, tranne le grandi città (Trieste, Gorizia e Udine), dove si concentravano in maggior numero i soldati d'occupazione. In questa situazione, i partigiani decisero di attaccare i nazisti in maniera sfrontata, proprio nei luoghi considerati più sicuri e inaspettati (ad esempio, luoghi di riposo o svago), al fine di aumentare la tensione psicologica dei tedeschi, in modo da non concedere loro neanche un momento di tregua, oltre che ricercare la massima visibilità dell'azione antinazista per risvegliare le coscienze della popolazione triestina.
Il 24 febbraio 1944 il generale Ludwig Kübler emanò disposizioni draconiane:
(Korpsbefehl Nr. 9 vom 24. Februar 1944)
Il 2 aprile 1944 venne fatta scoppiare una bomba ad orologeria in un cinema di Opicina in cui era in proiezione il film La conquista dell'Europa, in cui morirono sette soldati tedeschi. Il giorno successivo vennero fucilati per rappresaglia 71 detenuti delle carceri triestine, i cui corpi furono poi utilizzati per collaudare il nuovo forno crematorio costruito alla Risiera di San Sabba, che da allora e fino alla data della liberazione venne adoperato per bruciare i cadaveri di oltre 3500 prigionieri.

## Attentato a palazzo Rittmeyer

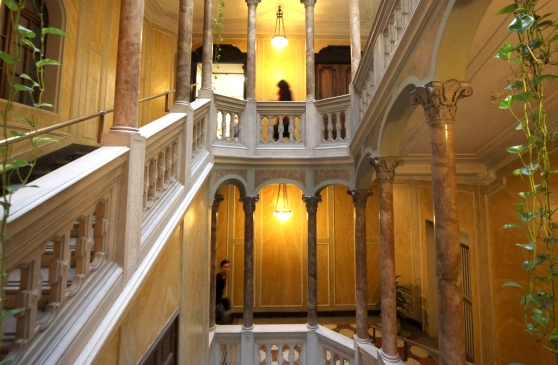
Scalone di Palazzo Rittmeyer

Il palazzo Rittmeyer, situato in via Carlo Ghega nel centro di Trieste a pochi passi dalla stazione centrale, era stato occupato dai tedeschi e trasformato in un circolo militare denominato "Casa del Soldato tedesco" (Deutsches Soldatenheim), con annessa mensa per i soldati. 
Sabato 22 aprile 1944, Mirdaməd Seyidov (conosciuto col nome di battaglia di "Ivan Ruskj") e Mehdi Hüseynzadə ("Mihajlo"), soldati sovietici di origine azera ed ex prigionieri arruolati nella Wehrmacht da cui erano fuggiti per passare nel IX Korpus dell'Esercito Popolare di Liberazione della Jugoslavia, vennero incaricati di collocare una mina esplosiva da 5 kg nella caserma dei Belogardisti (Domobranci). All'ultimo momento, non furono in grado di portare a termine la missione, cosicché i due sovietici, vestiti con le divise tedesche, decisero allora di entrare a palazzo Rittmeyer: si diressero verso la mensa degli ufficiali, da cui però vennero allontanati (in quanto Ivan Ruski indossava una divisa da sottoufficiale) non prima di aver lasciato sotto ad un tavolo una valigetta contenente una bomba ad orologeria, che scoppiò alle 13:25. L'onda d'urto fu così forte che la facciata del palazzo venne squarciata e varie stanze interne vennero danneggiate; vennero investite 27 persone (21 militari tedeschi, 1 donna tedesca e 5 civili, di 2 uomini e 3 donne), con l'uccisione di 4 soldati e una donna triestina di nome Gina Valente (morta in ospedale il 25 aprile a seguito delle ferite).
A seguito dell'attentato, vi furono contrasti all'interno del Comitato di liberazione nazionale italiano, in particolare tra i partigiani comunisti e quelli dei partiti moderati. Durante un incontro organizzato la sera stessa, il comunista Luigi Frausin «si era felicitato dicendo che così veniva scosso il torpore dei triestini», ritenendo che «se era stato alzato il tiro dell'atto terroristico, questo doveva trovare un adeguato allineamento da parte italiana», mentre il democristiano don Edoardo Marzari manifestò la preoccupazione che l'inasprimento della lotta avrebbe potuto condurre ad una "spirale di morte contro la popolazione, ostaggio delle continue rappresaglie tedesche".

## Rappresaglia

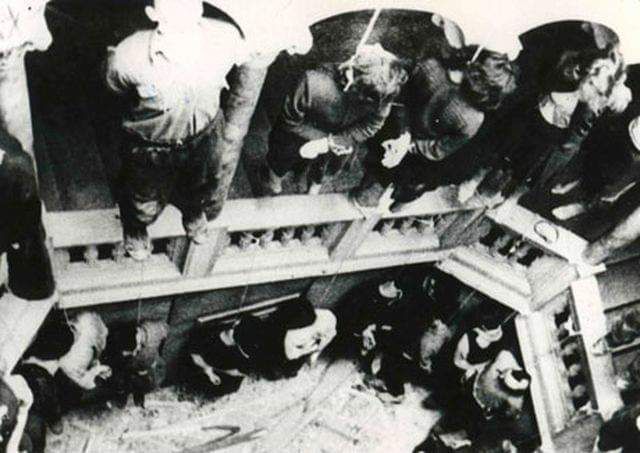
Le arcate dello scalone interno del palazzo Rittmeyer, piene di persone impiccate

Il comando tedesco decise di rispondere all'attentato in maniera istantanea e feroce, per non lasciarlo impunito e ristabilire l'ordine nella popolazione triestina tramite una rapida azione caratterizzata da violenza e terrore, che fosse di lezione sia per i civili sia per i partigiani.
La sera stessa dell'attentato, venne compilato in fretta un elenco di 51 prigionieri politici italiani, sloveni e croati già detenuti nel carcere del Coroneo o arrestati per strada perché trovati sprovvisti di documenti, che vennero giudicati complici dell'attentato alla mensa e condannati a morte immediata dalla corte marziale:
(Il Piccolo, 24 aprile 1944.)
La mattina seguente i prigionieri vennero prelevati, caricati su camion militari e condotti al luogo dell'attentato. Trascinati a gruppi di cinque persone per volta, vennero impiccati alla balaustra di marmo dello scalone interno del palazzo e gettati nel vuoto. Quando le arcate dello scalone furono tutte piene di corpi penzolanti, i nazisti iniziarono ad impiccare le vittime in ogni angolo del palazzo: alle finestre della facciata, ai lampadari delle stanze e dei corridoi, finanche ai mobili. 
I cadaveri degli impiccati vennero lasciati appesi per cinque giorni, sorvegliati giorno e notte dai vigili della Guardia civica, al fine di incutere il terrore nella popolazione civile di Trieste. Davanti al palazzo transitava infatti l'affolato tram n. 6 che collegava la stazione ferroviaria alla riviera di Barcola: passando davanti al palazzo, il tranviere aveva l'ordine di rallentare per far osservare meglio la scena.

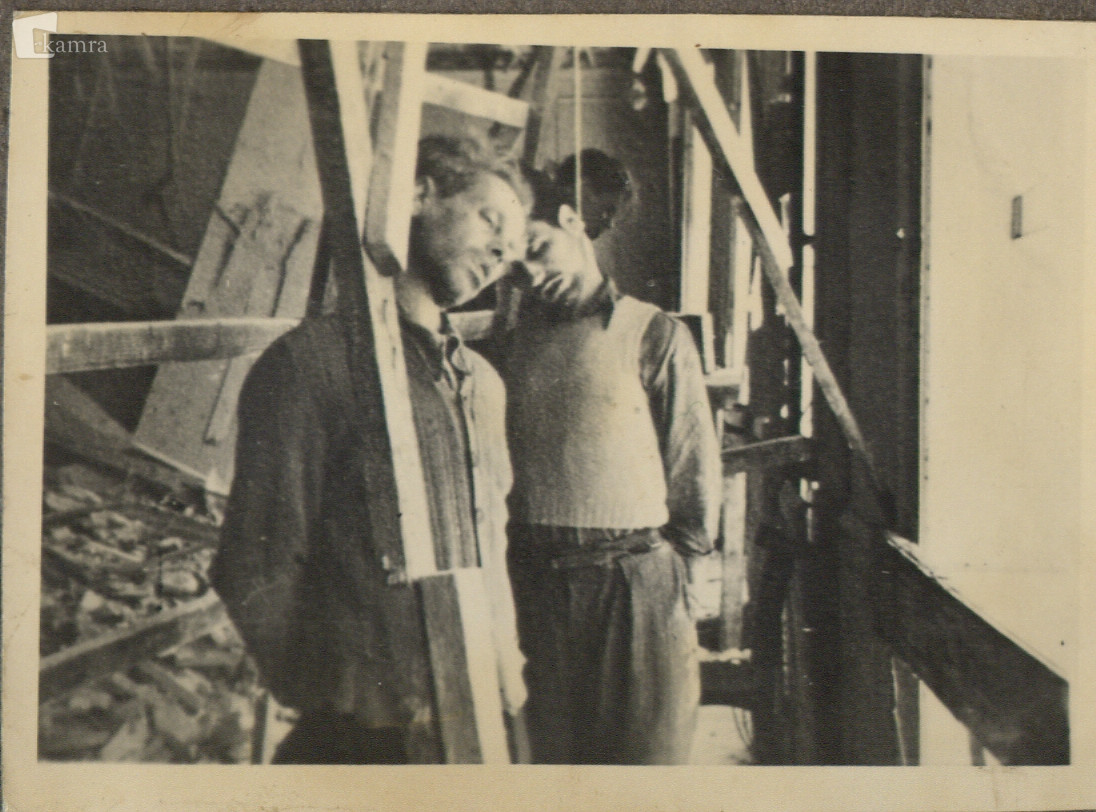
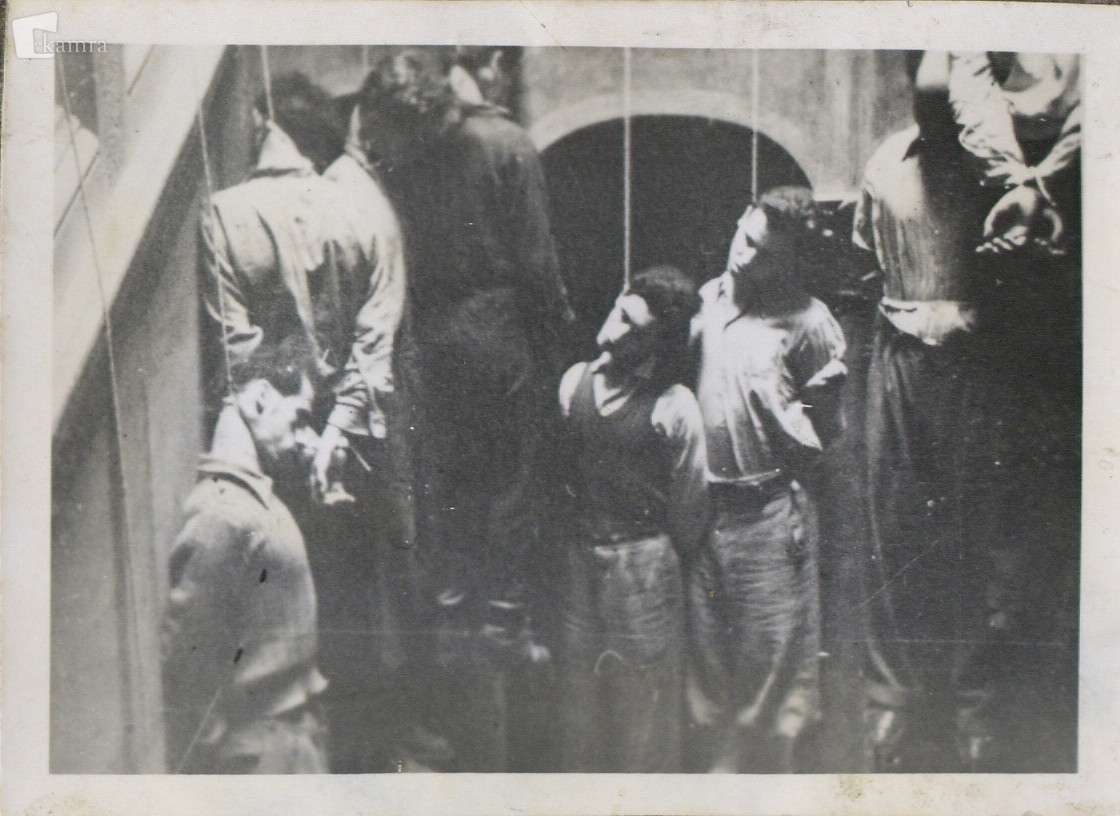
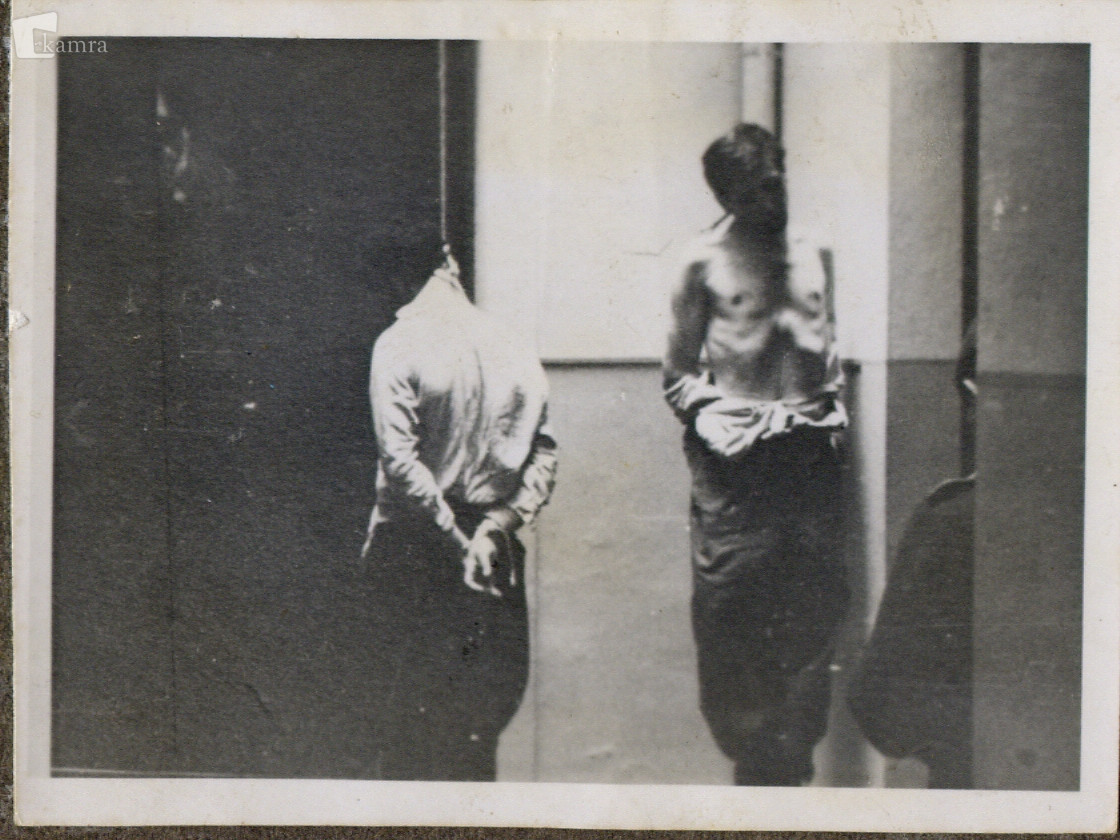

Dopo cinque giorni fu inviato al palazzo un gruppo di SS, che con le baionette tagliarono i cappi degli impiccati, facendo cadere al pianterreno i corpi.
Le vittime furono poi seppellite in una fossa comune al cimitero di Sant'Anna.

## Vittime

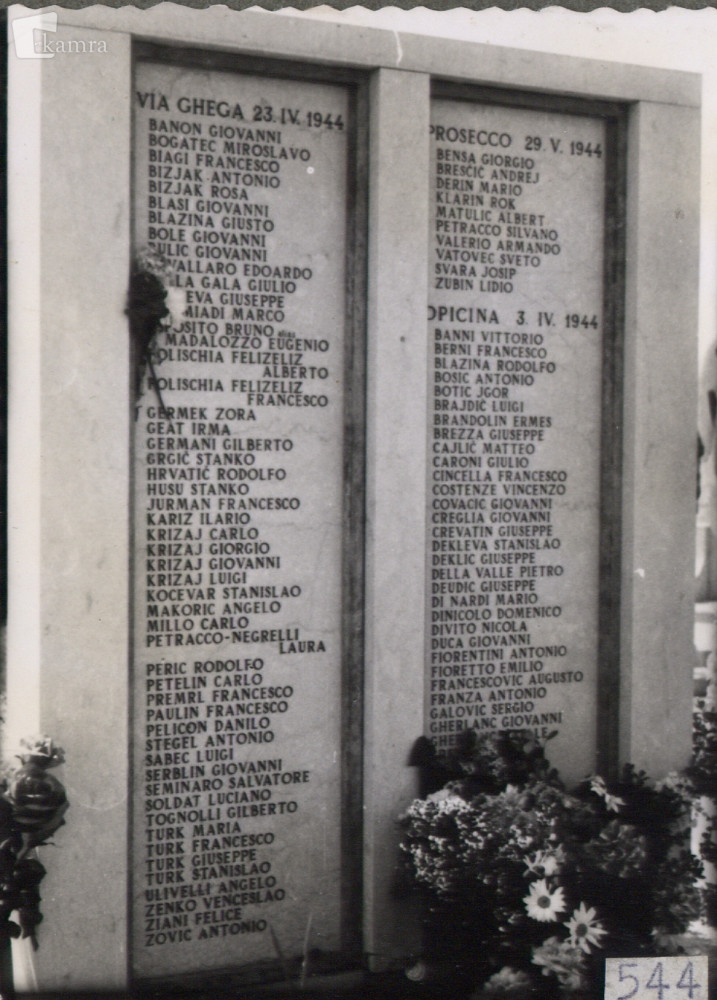
Elenco delle vittime

Elenco delle vittime impiccate a Palazzo Rittmeyer:
1. Ivan Banov
2. Franc Blažek
3. Anton Bizjak
4. Roža Bizjak
5. Janez Blažič
6. Just Blažina
7. Miroslav Bogatec
8. Ivan Bole
9. Ivan Bulič
10. Edoardo Cavallaro
11. Srečko Cijan
12. Josip Dekleva
13. Giulio Della Gala (MBVM)[13]
14. Marco Eftimiadi
15. Bruno Esposito
16. Alberto Falischia
17. Francesco Falischia
18. Irma Geat
19. Stanko Grgič
20. Angel Grmek
21. Zora Grmek
22. Rudolf Hrvatič
23. Stanko Husu
24. Franc Jurman
25. Hilarij Kariš
26. Stanko Kočevar
27. Alojz Križaj
28. Drago Križaj
29. Ivan Križaj
30. Jurij Križaj
31. Eugenio Madalozzo
32. Angel Makorič
33. Carlo Millo
34. Franc Paulin
35. Danilo Pelicon
36. Rudof Peric
37. Karel Petelin
38. Laura Petracco Negrelli[14]
39. Franc Premru
40. Salvatore Seminaro
41. Ivan Serblin
42. Luciano Soldat
43. Anton Stegel
44. Alojz Šabec
45. Gilberto Tognolli
46. Franc Turk
47. Josip Turk
48. Marija Turk
49. Stanislav Turk
50. Angelo Ulivelli
51. Venčeslav Zenko
52. Anton Zović

## Ricordo

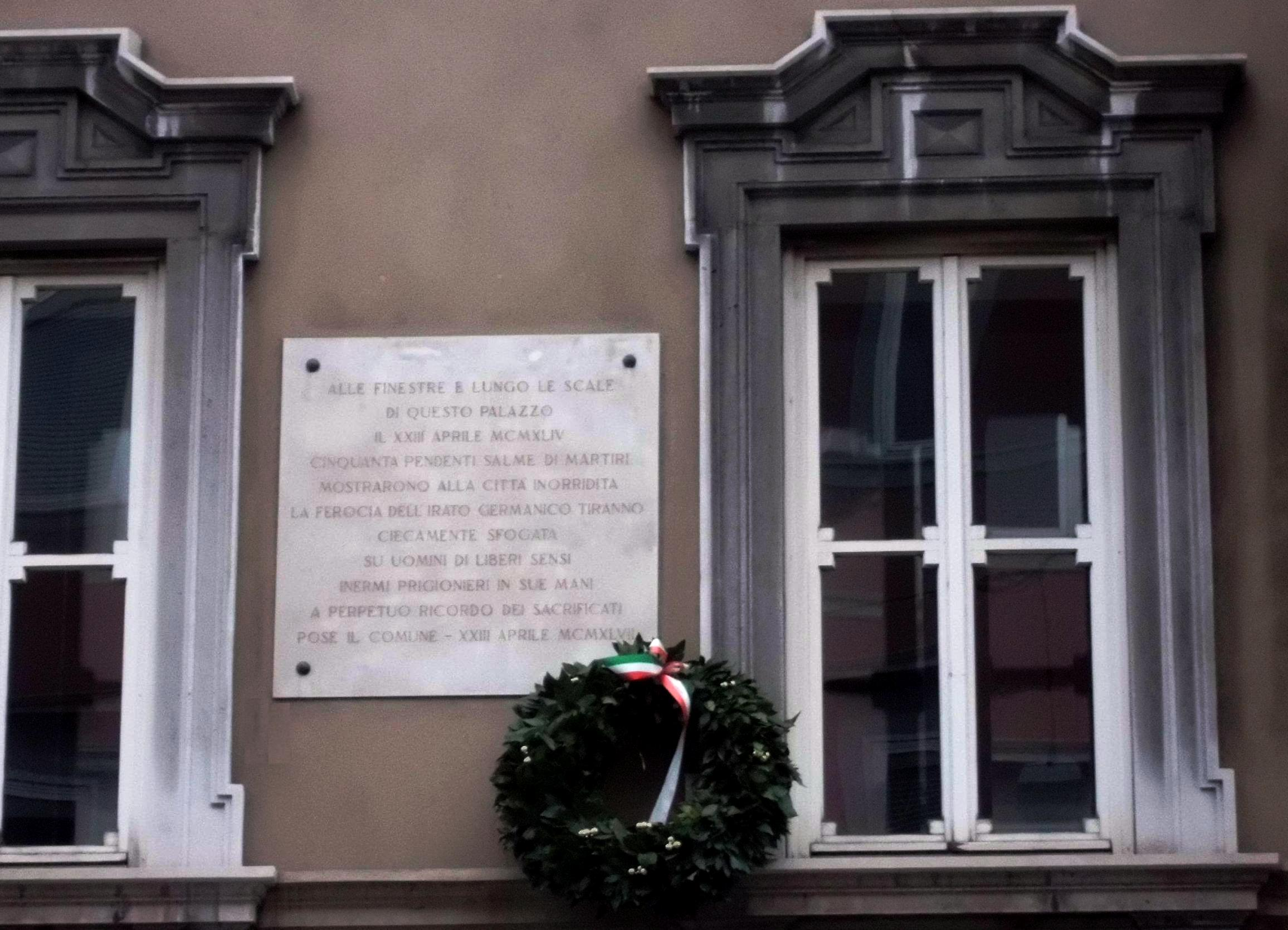
Lapide sulla facciata del palazzo Rittmeyer

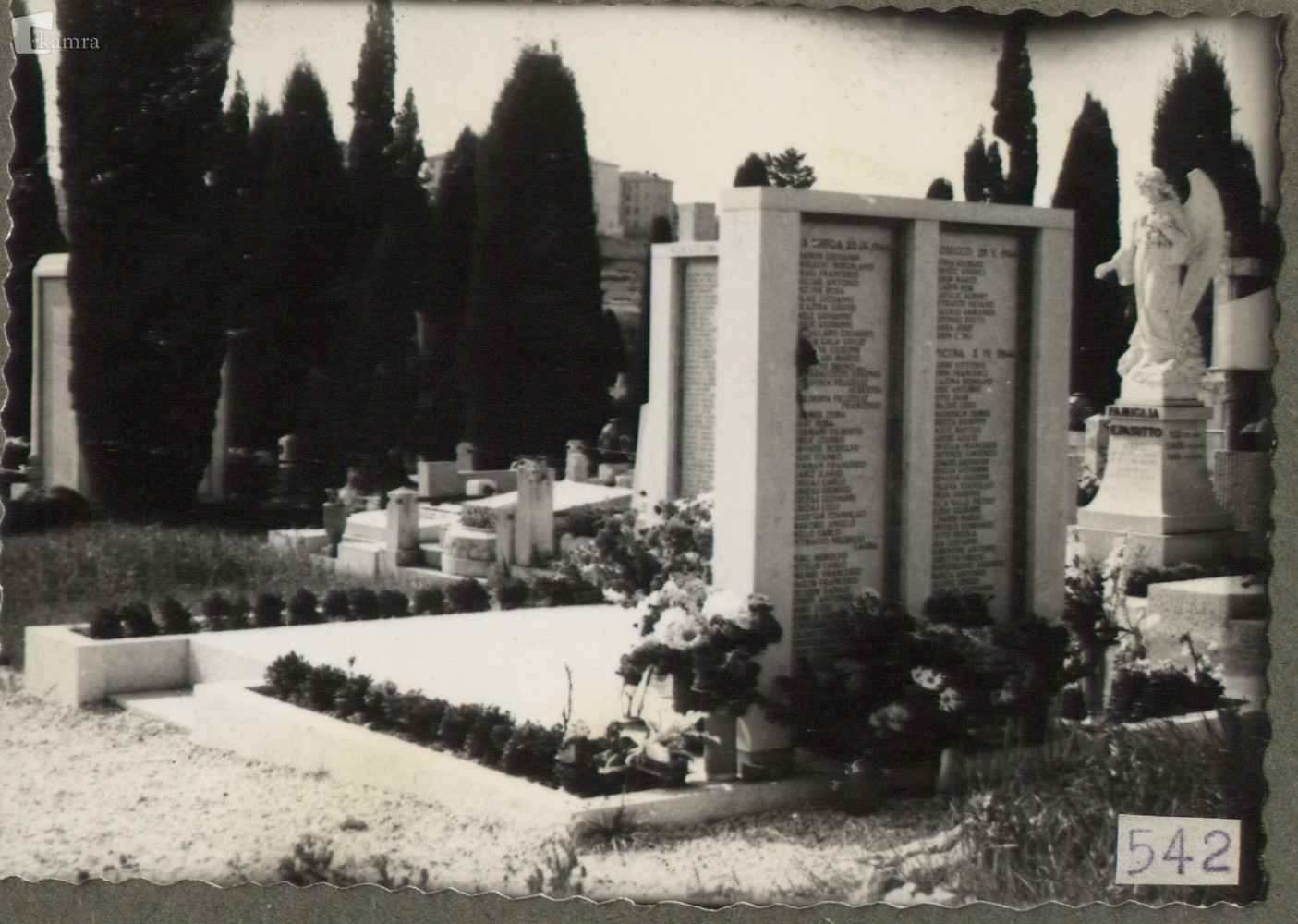
Monumento al cimitero di Sant'Anna

Nel 1947, in occasione del terzo anniversario dell'eccidio, il comune di Trieste appose una lapide sulla facciata del palazzo Rittmeyer: 
(Lapide di Palazzo Rittmeyer)
Nel 1952 l'Università di Trieste deliberò la concessione postuma ad honorem della laurea in economia e commercio allo studente brindisino di origine albanese Marco Eftimiadi.
Le vittime, riesumate dalla fossa comune nel 1965, sono oggi tumulate nella "cripta dei partigiani impiccati in via Ghega" al campo XX del cimitero monumentale di Sant'Anna.

## Nella cultura di massa

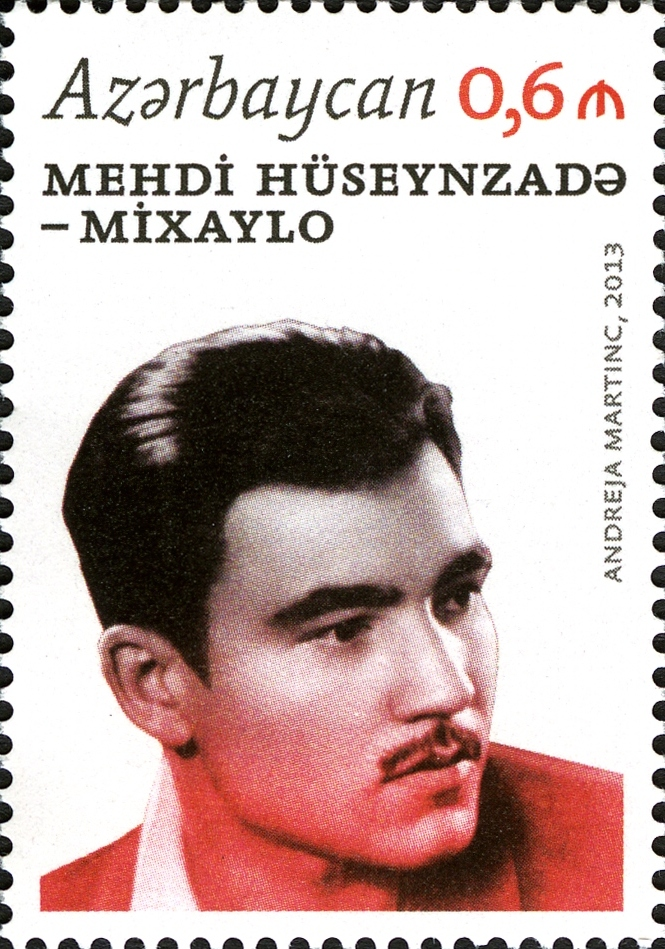
Fracobollo commemorativo azerbaigiano in memoria di Mehdi Huseynzade "Mihaylo", eroe dell'Unione Sovietica

Le memorie autobiografiche dei partigiani "Mihajlo" e "Ivan Ruskj", contenenti i dettagli dell'attentato al palazzo Rittmeyer, furono raccontate nei romanzi propagandistici Su lontane rive (in russo На дальних берегах?, Na dal'nich beregach) scritto da Imram Kasimov e Husein Seidbelij nel 1954 (sceneggiato nell'omonimo film del 1958 dal regista Tofig Taghizade) e Mübahisəli şəhər (in russo Триглав, Триглав?, Triglav, Triglav) di Süleyman Vəliyev del 1966, stampato a Leningrado a cura del Ministero della difesa sovietico.